# 磐井彦太郎
磐井 彦太郎（いわい ひこたろう）は、明治時代の東京の工業家で、磐井燈の発明者。
安政6年1月（1859年2月）に、萬代萬衛門の長男として生まれ、後に姓を磐井に改める。望岳・桂嬢等の号を持つ。13、4歳の頃に大阪外国学校に入学するが、途中で病気により退学。明治12、3年（1879・80年）頃に工部省に出仕して、横浜電信局に勤務する。
明治18年（1885年）に欧米に渡航し、点灯器の調査に従事、没頭する。明治22年（1889年）に帰国後、幾多も試験を積み重ねて蛍光灯を発明して特許を取る。これを「磐井燈」と名付け、その製造販売で成功した。
狂歌を好み、狂歌園噪々子を名乗った。
編書に『聯珠叢書』がある。